# Ingeborg Ohnheiser
Ingeborg Ohnheiser (* 30. August 1946 in Erfurt; † 6. März 2018) war eine deutsche Philologin und Slawistin.

## Leben
Ingeborg Ohnheiser studierte von 1965 bis 1970 Slawistik und Anglistik an der Universität Leipzig und 1967 bis 1968 am Rostow am Don. Nach wissenschaftlicher Assistenz in Leipzig wurde sie 1974 bei Ernst Eichler mit einer Dissertation über die Synonymie in der russischen nominalen Wortbildung zum Dr. phil. promoviert. Nach Forschungssemestern an der Lomonossow-Universität Moskau (1973/74 und 1978/79) habilitierte sie sich 1981 und wurde 1986 in Leipzig zur Professorin für Russische Sprache der Gegenwart ernannt. Von 1991 bis 1993 hatte Ohnheiser eine Lehrstuhlvertretung an der Universität Tübingen inne. Von 1993 bis 1994 lehrte sie an der Pädagogischen Hochschule Erfurt und der TU Dresden.
1994 wurde sie als Professorin für Slawische Sprachwissenschaften auf den Lehrstuhl für Slawistik der Innsbrucker Leopold-Franzens-Universität berufen. Von 1994 bis 2012 war sie Vorsteherin des Instituts für Slawistik der Universität Innsbruck. Zudem war sie Mitglied der Kommission für slawische Wortbildung beim Internationalen Slawistenkomitee (1996–2016) und wissenschaftliche Leiterin des Russlandzentrums der Universität Innsbruck (2011–2016).
Zur Geschichte der Slawistik und zur russischen sowie slawischen Lexikologie, Wortbildung und Phraseologie veröffentlichte sie zahlreiche Aufsätze und Rezensionen in Fachzeitschriften, Handbüchern und Sammelbänden.
Sie hatte Lehr- und Gasttätigkeiten in Russland, Polen, Tschechien, in der Slowakei und in England.

## Ehrungen und Auszeichnungen
- 1965: Johann-Gottfried-Herder-Medaille (Gold)
- 1973: Johann-Gottfried-Herder-Medaille (Gold)
- 1981: Pestalozzi-Medaille für treue Dienste (Bronze)
- 1984: Ehrennadel der Gesellschaft für Deutsch-Sowjetische Freundschaft (Silber)
- 2007: Lomonossow-Orden der Russischen Föderation
- 2015: Österreichisches Ehrenkreuz für Wissenschaft und Kunst I. Klasse[2]